# 최항선생묘
최항선생묘(崔恒先生墓)는 대한민국 경기도 광주시 퇴촌면에 있는 조선 초기의 문신이며 대학자였던 동량(동梁) 최항(1409∼1474) 선생의 묘소이다. 1976년 8월 27일 경기도의 기념물 제33호로 지정되었다.
조선 전기의 대신이자 학자이며 정치가로서 훈민정음 창제 때 큰 공을 세운 최항을 모신 유택이다.

## 같이 보기
- 최항

## 참고 자료
- 최항선생묘 - 국가유산청 국가유산포털
- 최항선행묘[깨진 링크(과거 내용 찾기)] - 광주시 문화관광